# Normichthys yahganorum
Normichthys yahganorum är en fiskart som beskrevs av Lavenberg, 1965. Normichthys yahganorum ingår i släktet Normichthys och familjen Platytroctidae. Inga underarter finns listade i Catalogue of Life.